# 浅草駅 (首都圏新都市鉄道)
浅草駅（あさくさえき）は、東京都台東区西浅草にある、首都圏新都市鉄道つくばエクスプレスの駅。駅番号はTX03。
浅草地区を南北に貫く国際通りの浅草ビューホテルとROXビル前の地下に位置し、興行街浅草公園六区（通称・浅草六区）の西に隣接している。
他線の浅草駅が面している馬道通りや江戸通り側（隅田川沿い）である花川戸地区・雷門前とは、浅草寺をはじめとする浅草の観光地街を挟んで西側にある。

## 他線の浅草駅との違い
東武鉄道・東京地下鉄（東京メトロ）の浅草駅とはおよそ600メートル、東京都交通局（都営地下鉄）の浅草駅とはおよそ800メートル離れ、徒歩で約8 - 12分かかるため、乗り換え駅とはなっていない。
当駅から最も近い他路線の駅は浅草駅の一つ隣の田原町駅（東京メトロ銀座線）であり、当駅から南へおよそ400メートル、徒歩5分程度で同駅出入口にたどり着ける。ただし、こちらも連絡運輸は行われていない。

## 歴史
工事時の仮称は「新浅草駅」（しんあさくさえき）であったが、地元の強い要望からこの駅名に変更された。
- 2005年（平成17年）8月24日：開業[1][2]。
- 2007年（平成19年）3月18日：ICカード「PASMO」の利用が可能となる[4]。

## 駅構造

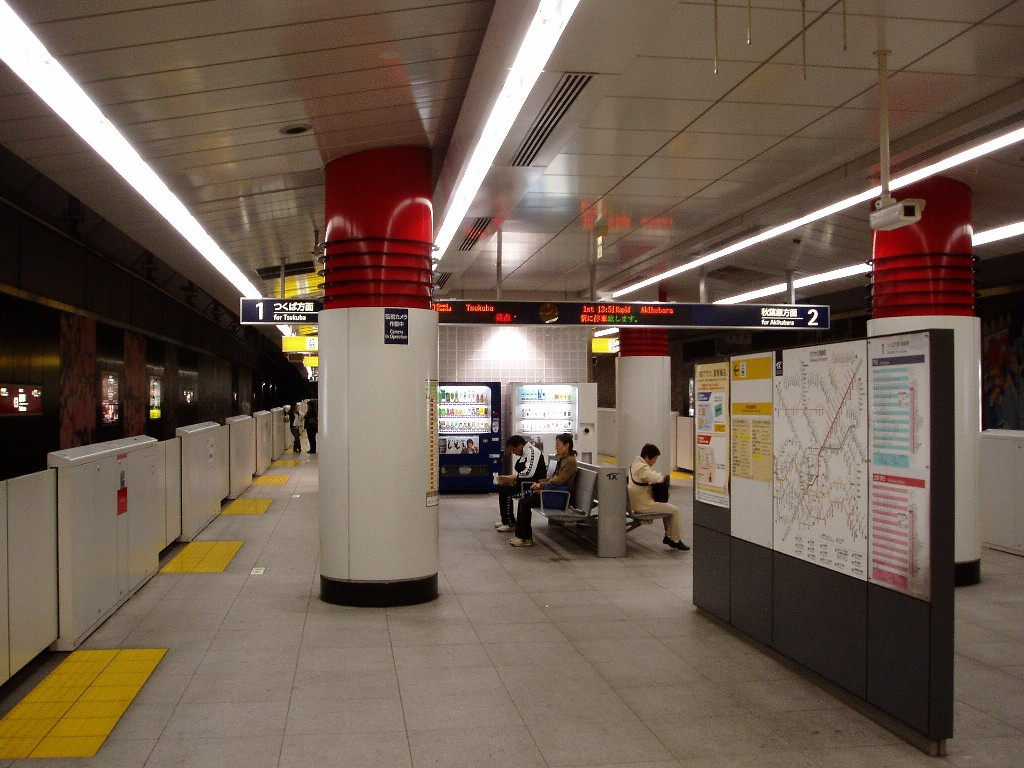
ホーム（2007年4月）

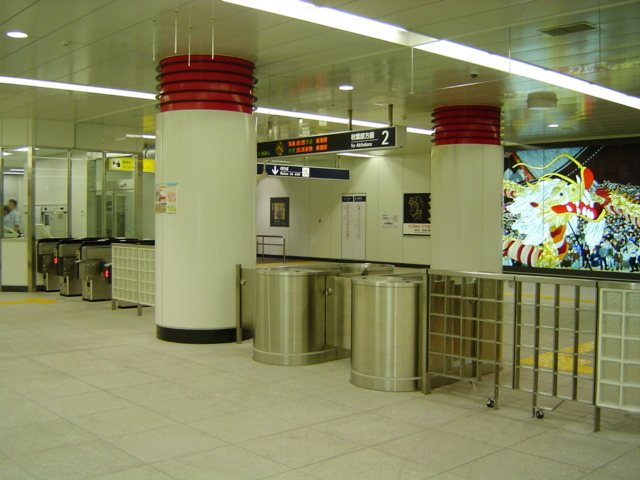
改札口（2005年8月19日）

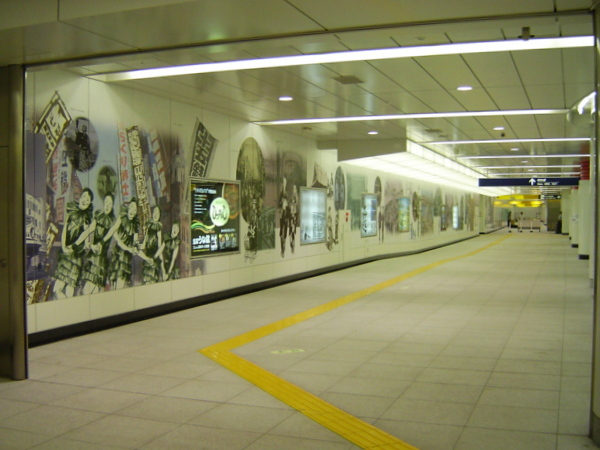
コンコース（2005年8月19日）

島式ホーム1面2線を有する地下駅。改札口は地下1階、ホームは地下4階にある。
ホームの側壁には、浅草の風物詩をイメージしたイラストが描かれている。ホームと改札を結ぶエスカレーターには、浅草ゆかりの人物（永井荷風、池波正太郎など）のイラストが描かれている。
改札口には自動改札機の他、団体客用の有人改札ブースも設置されている。駅出入口はA1・A2の2か所だが、この他に駅と直結する南北の区立自転車駐輪場の出入口も利用可能であり、南駐輪場を介して浅草ROXとも地下で接続している。

### のりば

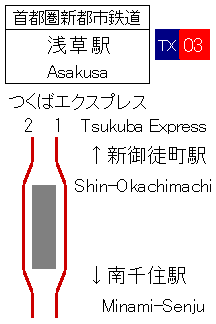
配線図

| 番線 | 路線               | 方向 | 行先       |
| ---- | ------------------ | ---- | ---------- |
| 1    | つくばエクスプレス | 下り | つくば方面 |
| 2    | つくばエクスプレス | 上り | 秋葉原方面 |

## 利用状況
2024年度の1日平均乗車人員は12,467人である。快速停車駅だが通過する六町駅や柏の葉キャンパス駅よりも少ない。
開業以来の1日平均乗車人員推移は下表の徹りである。
| 年度               | 1日平均 乗車人員 | 出典     |
| ------------------ | ---------------- | -------- |
| 2005年（平成17年） | 6,141            | [ * 1 ]  |
| 2006年（平成18年） | 6,632            | [ * 2 ]  |
| 2007年（平成19年） | 7,441            | [ * 3 ]  |
| 2008年（平成20年） | 7,917            | [ * 4 ]  |
| 2009年（平成21年） | 8,111            | [ * 5 ]  |
| 2010年（平成22年） | 8,420            | [ * 6 ]  |
| 2011年（平成23年） | 8,363            | [ * 7 ]  |
| 2012年（平成24年） | 9,101            | [ * 8 ]  |
| 2013年（平成25年） | 9,349            | [ * 9 ]  |
| 2014年（平成26年） | 9,480            | [ * 10 ] |
| 2015年（平成27年） | 10,255           | [ * 11 ] |
| 2016年（平成28年） | 10,536           | [ * 12 ] |
| 2017年（平成29年） | 10,803           | [ * 13 ] |
| 2018年（平成30年） | 11,240           | [ * 14 ] |
| 2019年（令和元年） | 11,640           | [ * 15 ] |
| 2020年（令和02年） | 6,719            |          |
| 2021年（令和03年） | 7,451            |          |
| 2022年（令和04年） | 9,273            |          |
| 2023年（令和05年） | 11,199           |          |
| 2024年（令和06年） | 12,467           |          |

## 駅周辺
前述の通り、浅草公園六区に隣接する国際通り地下にある当駅は、観光客が多い仲見世通りなどの地区よりも西に位置し、合羽橋道具街に近い。周辺には神社や寺院が多い。

### 駅東側（A1出口）
台東区浅草、雷門方面
- 浅草公園六区歓楽街
  - 浅草ROX
    - SEIYU食品館

  - 浅草演芸ホール
  - ウインズ浅草
  - 浅草ロック座
- 木馬館大衆劇場
- 浅草花やしき
- 浅草寺、五重塔、伝法院
- 浅草神社（三社様）
- 雷門、仲見世通り
- 浅草文化観光センター
- 浅草公会堂（スターの広場）
- 雷5656会館
- 江戸たいとう伝統工芸館（江戸下町伝統工芸館）
- 助六の宿 貞千代
- 浅草九倶楽部（浅草九スタ）
- ホテルサンルート浅草
- レッドプラネット 浅草 東京
- ホテル京阪浅草
- 浅草ビューホテル アネックス六区
- リッチモンドホテルプレミア浅草
- リッチモンドホテル浅草
- アミューズミュージアム（廃館）
- ドン・キホーテ 浅草店
- ロヂャース浅草店

### 駅西側（A2出口）
台東区西浅草、松が谷方面
- 浅草ビューホテル
- ライフ浅草店
- 三平ストア 浅草店
- 台東区生涯学習センター
  - 台東区立中央図書館
- 合羽橋道具街通り
- かっぱ橋本通り（下町七夕まつり）
- 西浅草郵便局
- 浅草今半（国際通り本店）
- 浄土真宗東本願寺派本山東本願寺（旧・東京本願寺）
- 浅草郵便局
  - ゆうちょ銀行 浅草店
- 宮本卯之助商店（西浅草店）

### 駅周辺ギャラリー

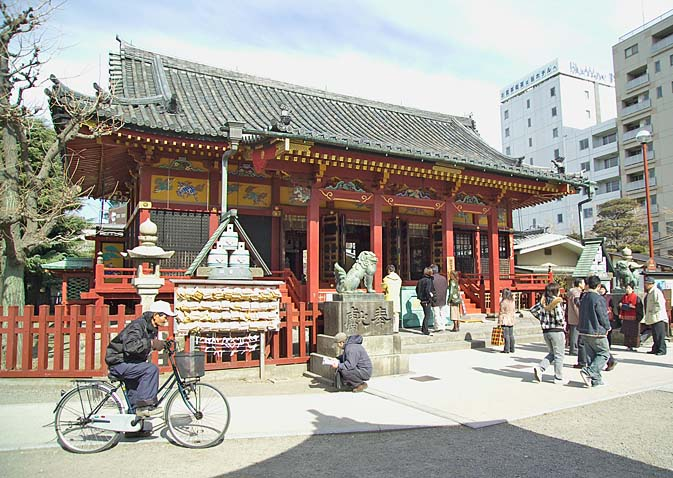
浅草神社
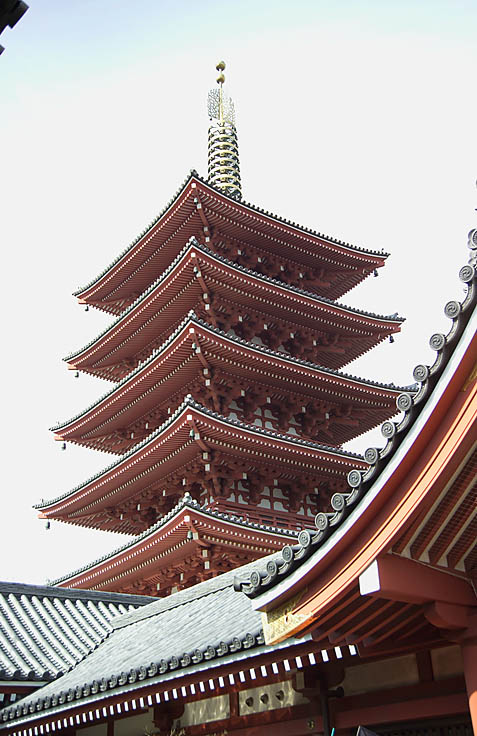
浅草寺
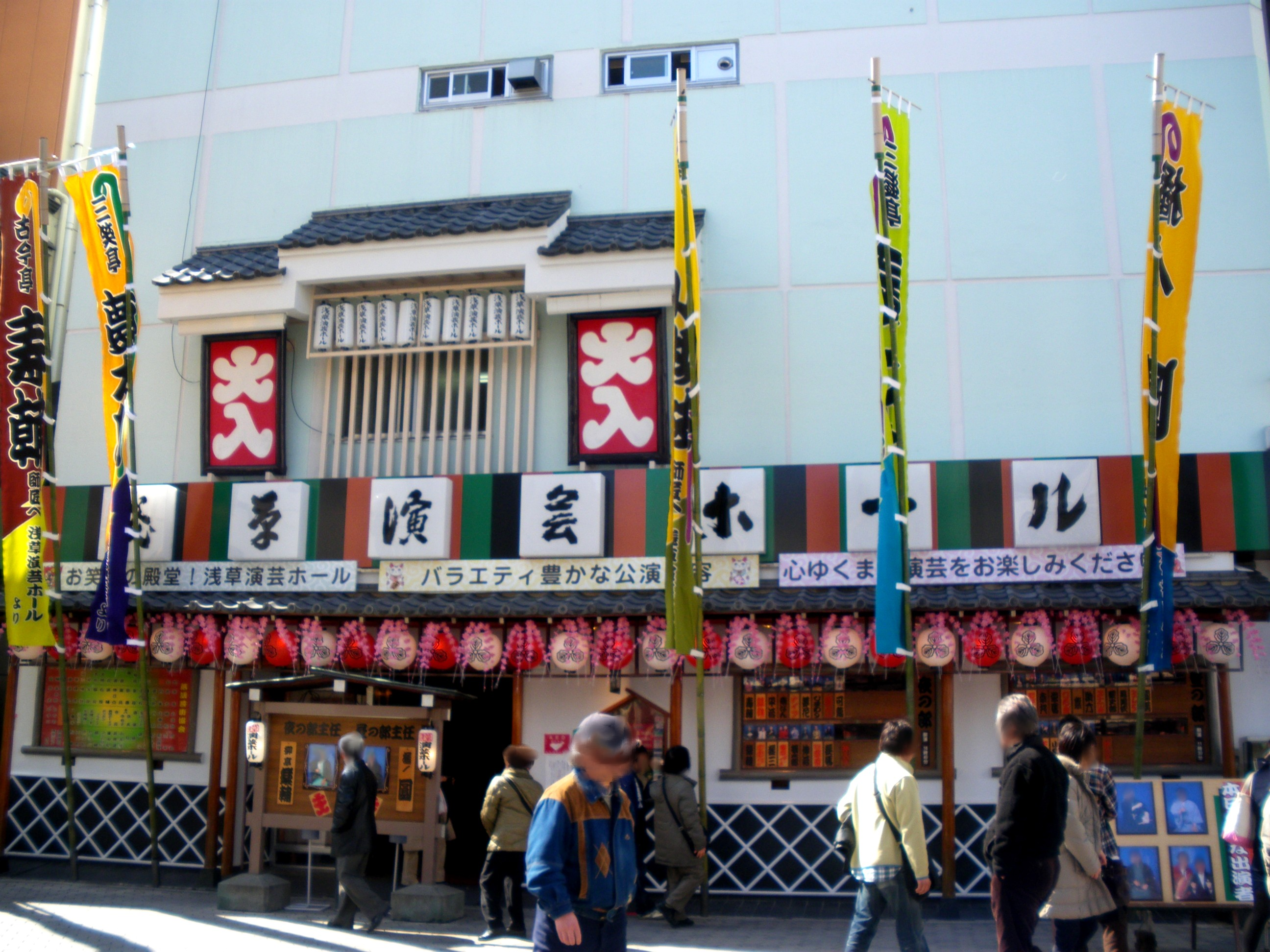
浅草演芸ホール

### バス路線

#### 浅草公園六区
いずれも東京都交通局（都営バス）による運行。
| のりば | 系統・行先                                                             | 備考                                                   |
| ------ | ---------------------------------------------------------------------- | ------------------------------------------------------ |
| 1      | - 草41・草63：浅草寿町 - 草43：浅草雷門・浅草寿町 - 上46：上野松坂屋前 | 「草43」の浅草雷門行は平日のみ、浅草寿町行は土休日のみ |
| 2      | - 草41：足立梅田町 - 草43：足立区役所・千住車庫前                      |                                                        |
| 3      | - 草63：池袋駅東口・巣鴨駅前 - 上46：南千住駅東口・南千住車庫前        |                                                        |

都営バスではこのほか、南隣の浅草一丁目（上23・草39・草41・草43・草63・上46）、北隣の西浅草三丁目（都08(T08)・上26・草41・草43・草63）も至近である。

#### つくばエクスプレス浅草駅
- 日立自動車交通
  - 東西めぐりん：浅草駅・雷門前・都営浅草駅・浅草消防署・南部区民事務所・新御徒町駅経由 台東区役所方面（循環）

#### 浅草六区（TX浅草駅）
- 東武バスセントラル
  - スカイツリーシャトル上野・浅草線  空01(ST01)：JR上野駅公園口方面（土休日のみ運行）
  - スカイツリーシャトル上野・浅草線  空02(ST02)：東京スカイツリータウン行（土休日のみ運行）

#### 浅草ビューホテル
リムジンバスの空港行は浅草ビューホテル車寄せ内、それ以外は道路上より発着。
- 東武バスセントラル
  - スカイツリーシャトル上野・浅草線 空01(ST01)：JR上野駅公園口方面（土休日のみ運行）
  - スカイツリーシャトル上野・浅草線 空02(ST02)：東京スカイツリータウン行（土休日のみ運行）
- 東京空港交通
  - リムジンバス：成田空港行
  - リムジンバス：羽田空港行

## 隣の駅
首都圏新都市鉄道
つくばエクスプレス
■快速・■通勤快速（平日下りのみ運転）・■区間快速・■普通
新御徒町駅 (TX02) - 浅草駅 (TX03) - 南千住駅 (TX04)

### 記事本文

### 利用状況
私鉄の1日平均利用客数
1. ↑  乗車人員 - つくばエクスプレス

私鉄の統計データ
1. ↑  東京都統計年鑑 - 東京都

東京都統計年鑑
1. ↑  東京都統計年鑑（平成17年）
2. ↑  東京都統計年鑑（平成18年）
3. ↑  東京都統計年鑑（平成19年）
4. ↑  東京都統計年鑑（平成20年）
5. ↑  東京都統計年鑑（平成21年）
6. ↑  東京都統計年鑑（平成22年）
7. ↑  東京都統計年鑑（平成23年）
8. ↑  東京都統計年鑑（平成24年）
9. ↑  東京都統計年鑑（平成25年）
10. ↑  東京都統計年鑑（平成26年）
11. ↑  東京都統計年鑑（平成27年）
12. ↑  東京都統計年鑑（平成28年）
13. ↑  東京都統計年鑑（平成29年）
14. ↑  東京都統計年鑑（平成30年）
15. ↑  東京都統計年鑑（平成31年・令和元年）